# Tim (musikalbum av The Replacements)
Tim är ett musikalbum av den amerikanska punkrockgruppen The Replacements utgivet 1985 och är det första av gruppens album att utges på ett majorbolag (Sire Records). Det var också det sista av gruppens album med originalgitarristen Bob Stinson, som sparkades ur gruppen 1986.
Precis som sin föregångare Let It Be fick Tim mycket positivt kritikermottagande vid utgivningen.
Albumet återutgavs med sex bonusspår 23 september 2008 av Rhino Entertainment.

## Låtlista
Alla låtar är skrivna av Paul Westerberg om inte annat anges.
| 1. | Hold My Life                                            | 4:18 |
| 2. | I'll Buy                                                | 3:20 |
| 3. | Kiss Me on the Bus                                      | 2:48 |
| 4. | Dose of Thunder (Chris Mars, Tommy Stinson, Westerberg) | 2:16 |
| 5. | Waitress in the Sky                                     | 2:02 |
| 6. | Swingin' Party                                          | 3:48 |

| 7.  | Bastards of Young    | 3:35 |
| 8.  | Lay It Down Clown    | 2:22 |
| 9.  | Left of the Dial     | 3:41 |
| 10. | Little Mascara       | 3:33 |
| 11. | Here Comes a Regular | 4:46 |

| 12. | Can't Hardly Wait (akustisk)              | 3:52 |
| 13. | Nowhere Is My Home                        | 4:01 |
| 14. | Can't Hardly Wait (elektronisk)           | 3:09 |
| 15. | Kiss Me in the Bus (demoversion)          | 3:00 |
| 16. | Waitress In The Sky (alternativ version)  | 2:00 |
| 17. | Here Comes A Regular (alternativ version) | 5:22 |